# Jaskinia Jeleniowska
Jaskinia Jeleniowska (Jaskinia w Kadzielni, Jaskinia w Kadzielni Dolna) – jaskinia w Górach Świętokrzyskich. Ma dwa otwory wejściowe w zachodniej części Skałki Geologów, na terenie nieczynnych kamieniołomów Kadzielnia w Kielcach, na wysokości 269 m n.p.m. Długość jaskini wynosi 80 metrów, a jej deniwelacja 10,5 metrów.

Jaskinia znajduje się na terenie Rezerwatu Przyrody Kadzielnia i jest nieudostępniona turystycznie.

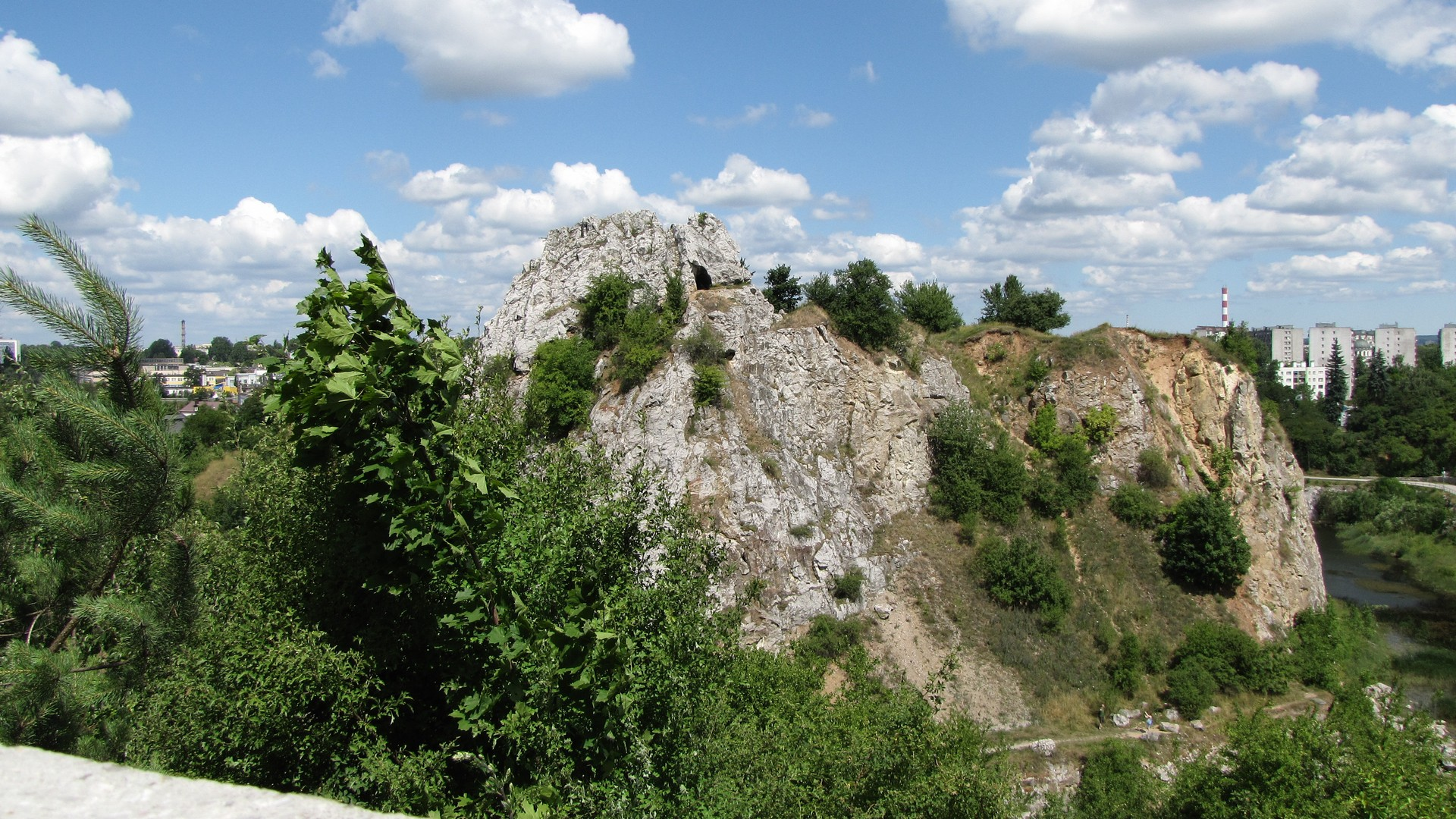
Skałka Geologów

## Opis jaskini
Główną częścią jaskini jest szeroki i poziomy korytarz zaczynający się w dużym (dolnym) otworze wejściowym. Zaraz na początku odchodzi od niego niewielki korytarzyk. Główny korytarz dochodzi do zacisku, za którym zaczyna się idący w dół szeroki korytarz. Na jego końcu znajdują się dwa korytarzyki. Jeden przechodzi w studzienkę i prowadzi do górnego, małego otworu, drugi, krótki prowadzi również do góry i kończy się szczeliną.

## Przyroda
W jaskini występują stalaktyty, stalagmity, polewy naciekowe i nacieki grzybkowe. Zamieszkują ją nietoperze. Ściany są suche, rosną na nich glony. 

## Historia odkryć
Jaskinia została odkryta w 1904 roku podczas prac w kamieniołomie. Znaleziono w niej kopalne szczątki jelenia, stąd jej nazwa. Plan i opis jaskini sporządzili Z. Grzela, J. Gubała, A. Kasza i J. Urban w 1996 roku.